# Шар Рубика
Шар Рубика, Рубик-360 — механическая головоломка, выпущенная в 2009 Эрнё Рубиком, изобретателем Кубика Рубика и других головоломок. Была представлена 5 января 2009 на международной ярмарке игрушек в Нюрнберге перед её мировым выпуском в августе.

## Игровой процесс
В отличие от оригинального Кубика Рубика, здесь нет формулы, которую нужно запомнить, а акцент смещён в сторону физики.
Головоломка включает в себя перемещение шести шаров, каждый разного цвета, из центральной сферы (6 отсеков) в соответствующие по цвету полусферы.
Подходит для всех возрастов. Судя по отзывам, Рубик-360 очень затягивает и завораживает.